# Morti nel 1410
| Questa pagina contiene informazioni ricavate automaticamente dalle voci biografiche con l'ausilio del template Bio e di un bot. L'aggiornamento è periodico e automatico e ricostruisce completamente la pagina. Se manca una persona in questa lista, sei pregato di non aggiungerla, ma accertati piuttosto che la sua voce biografica contenga il template Bio e che i dati anagrafici siano correttamente compilati. Se il template Bio manca, inseriscilo tu stesso o, in alternativa, metti l'avviso {{tmp\|Bio}} che ne segnala la mancanza. Se i dati riportati sono sbagliati, correggi direttamente la voce biografica; le modifiche saranno visibili in questa lista entro pochi giorni. Per chiarimenti vedi il progetto biografie. La lista contiene solo le 35 persone che sono citate nell'enciclopedia e per le quali è stato implementato correttamente il template Bio. Pagina aggiornata al 18 ago 2025. |

- 26 gennaio - Bartolo di Fredi, pittore italiano
- 5 marzo - Matteo da Cracovia, cardinale e vescovo cattolico tedesco
- 14 marzo - Benedetto da Piombino, giurista e diplomatico italiano (n. 1340)
- 14 marzo - Spinello Aretino, pittore italiano
- 16 marzo - John Beaufort, I conte di Somerset, nobile
- 3 maggio - Alessandro V, cardinale e arcivescovo cattolico italiano (n. 1339)
- 18 maggio - Roberto del Palatinato, sovrano tedesco (n. 1352)
- 23 maggio - Premislavo I Noszak di Teschen, duca
- 31 maggio - Martino I d'Aragona, re (n. 1356)
- 4 giugno - Margherita di Boemia (n. 1373)
- 6 luglio - Vuk Lazarević, principe serbo (n. 1380)
- 15 luglio - Ulrich von Jungingen, cavaliere medievale tedesco (n. 1360)
- 15 luglio - Friedrich von Wallenrode
- 12 agosto - Vladimiro il Temerario, principe russo (n. 1353)
- 13 agosto - Niccolò Colonna, italiano
- 16 agosto - Francesco Datini, mercante italiano
- 19 agosto - Luigi II di Borbone, conte francese (n. 1337)
- 28 settembre - Giovanni Sokol di Lamberk, nobile ceco
- 16 ottobre - Giovanni Migliorati, cardinale italiano
- 1º novembre - Artaud de Mélan, vescovo cattolico italiano
- 15 novembre - Giovanna di Baviera-Straubing, nobile tedesca
- 9 dicembre - Pierre de Thury, cardinale e vescovo cattolico francese
- Beatrice di Navarra, nobile (n. 1386)
- Manuele Caleca, monaco cristiano, letterato e teologo bizantino (n. 1360)
- Bonifacio De Zerbis, vescovo cattolico italiano
- Maddalena di Baviera, nobildonna tedesca (n. 1388)
- Matteo I di Costantinopoli, arcivescovo ortodosso bizantino
- Ottaviano Ottaviani, cardinale italiano
- Teodoro Paleologo Cantacuzeno, nobile e diplomatico bizantino
- Pulad, condottiero mongolo
- Lippo di Dalmasio, pittore italiano
- Antonio Spolitano, vescovo cattolico italiano
- Johannes Tapissier, compositore e cantore francese (n. 1370)
- Beatrice Visconti, nobildonna italiana (n. 1350)
- Agnese I di Brunswick-Lüneburg, nobile tedesca